# Lola Albright
Lola Albright (Akron, Ohio, 1924. július 20. – Toluca Lake, Kalifornia, 2017. március 23.) amerikai színésznő.

## Filmjei

### Mozifilmek
- A bikaviador (The Magnificent Matador) (1955)
- Gyengéd csapda (The Tender Trap) (1955)
- A Galahad-kölyök (Kid Galahad) (1962)
- Macskák (Les félins) (1964)
- Nahát, ilyet! (Lord Love a Duck) (1966)
- Távoli nyugat (The Way West) (1967)
- Hol voltál, amikor kialudtak a fények? (Where Were You When the Lights Went Out?) (1968)
- Lehetetlen évek (The Impossible Years) (1968)

### TV-sorozatok
- Peter Gunn (1958–1961, 84 epizódban)
- Peyton Place (1965–1966, 14 epizódban)
- Bonanza (1965, 1967, két epizódban)
- Kojak (1973, egy epizódban)
- Strasky és Hutch (1976, egy epizódban)
- Columbo (1976, egy epizódban)

## További információ
- Lola Albright a PORT.hu-n (magyarul)
- Lola Albright az Internetes Szinkronadatbázisban (magyarul)
- Lola Albright az Internet Movie Database-ben (angolul)
- Lola Albright a Rotten Tomatoeson (angolul)